# Pelagibacter ubique
Pelagibacter, que inclou a l'única espècie Pelagibacter ubique (Candidatus Pelagibacter ubique), és possiblement el bacteri més nombrós de la Terra (es calcula que existeixin {\displaystyle 10^{28}} cèl·lules individuals). Pertany als alfaproteobacteris.
Anteriorment, quan només era coneguda a partir de seqüències de ARNr, es denominava SAR11. Aquestes seqüències van ser trobades per primera vegada en mostres ambientals preses del mar dels Sargassos el 1990. El bacteri va ser aïllat en 2002 i se li va assignar el seu nom, si bé encara no ha estat validat d'acord amb les normes del Codi Internacional de Nomenclatura de Bacteris. És el bacteri de vida heteròtrofa més senzilla que es coneix.
Pelagibacter té una distribució mundial en forma de plàncton. És una de les cèl·lules més petites conegudes, amb una longitud de 0,37-0,89 µm i un diàmetre de només 0,12-0,20 µm. El seu genoma ocupa aproximadament el 30% del volum de la cèl·lula. És gram negativa.

## Genoma
Pelagibacter té només 1.354 gens, molt pocs en comparació dels éssers humans que tenen al voltant de 18.000 - 25.000 gens. El genoma no presenta la majoria dels defectes que la major part dels genomes han anat acumulant al llarg del temps: no hi ha gens duplicats, ni gens virals, ni DNA escombraria. La petita grandària del genoma implica un menor 'treball' per realitzar la còpia quan el bacteri es reprodueix. A més, utilitza els parells de bases que requereixen menys nitrogen, ja que aquest és un element relativament difícil d'aconseguir per als organismes de vida lliure. Si s'ha de jutjar per la seva abundància, és una forma de vida molt eficient.